# Дилатометр

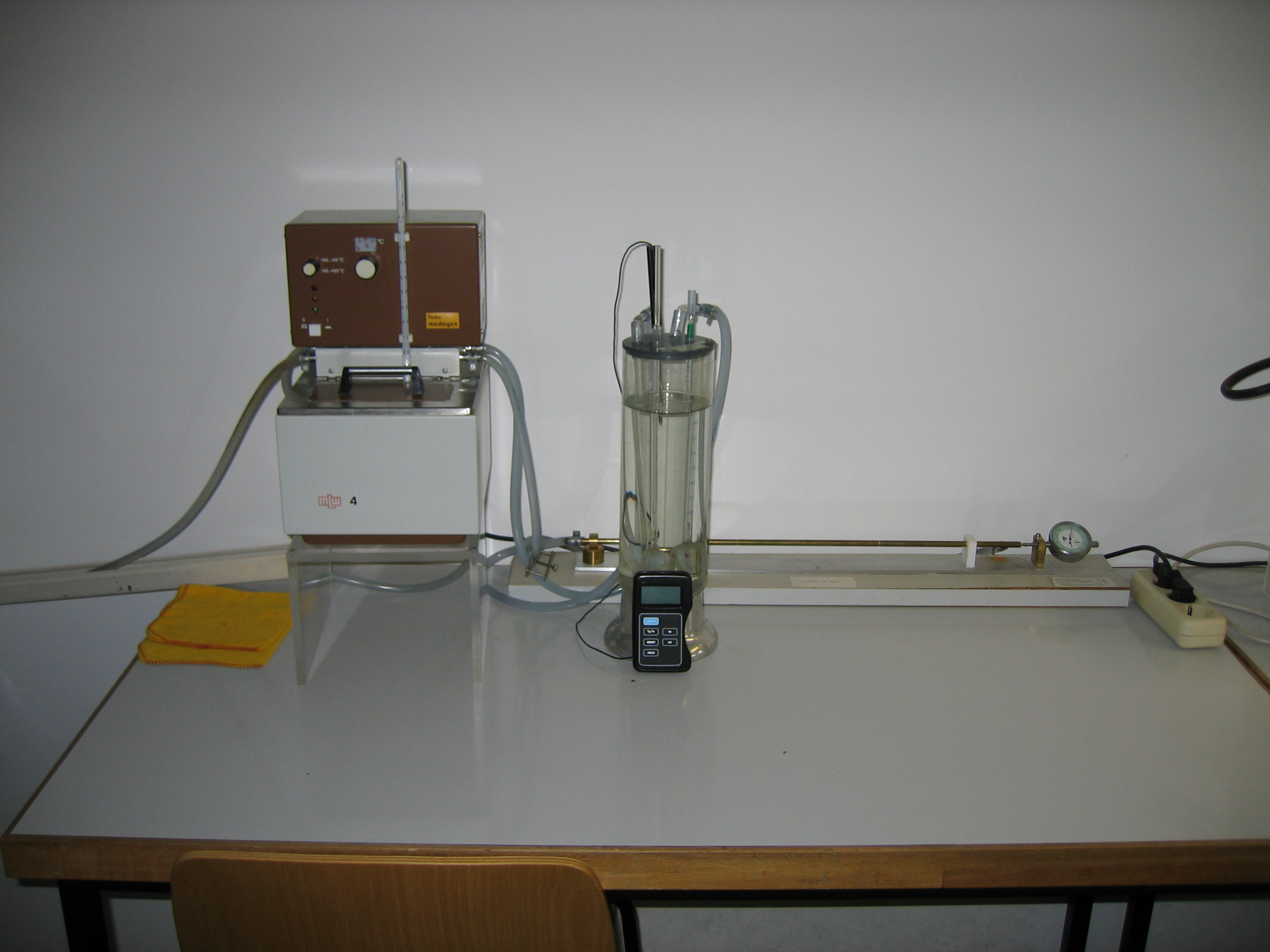
Простой дилатометр — измерительный прибор для термического расширения жидкостей и твёрдых тел

Дилато́метр (от лат. dilato — расширяю и греч. μετρέω — измеряю) — измерительный прибор, предназначенный для измерения изменения размеров тела, вызванных внешним воздействием тепла (посредством теплообмена), давления, электрического и магнитного полей, ионизирующих излучений или каких-либо других факторов. Наиболее важная характеристика дилатометра — его чувствительность к абсолютному изменению размеров тела.
Один из наиболее распространённых типов данного прибора — тепловой дилатометр, который служит для измерения линейного или объемного теплового расширения образца в зависимости от температуры (см. фото). Тепловое расширение является мерой того, как изменяется объём тела при изменении температуры.
Существуют оптико-механические, ёмкостные, индукционные, интерференционные, рентгеновские, радиорезонансные дилатометры.
Раздел физики изучающий подобные процессы называется дилатометрия.

## Виды дилатометров

### Дилатометры для измерения расширения жидкостей и газов
Для жидких и газообразных веществ изучается только их объёмное расширение.
Для измерения объёмного коэффициента теплового расширения жидкостей при нагревании или охлаждении используется тонкостенный сосуд, обычно цилиндр, изготовленный из стекла, или 
кварцевого стекла, объёмом в несколько десятков см3, с капиллярной трубочкой, являющейся горлышком этого сосуда. Трубочка снабжена шкалой, деления которой показывают относительное изменение объёма жидкости. Градуировка шкалы по относительному изменению объёма производится расчётом, если известны площадь поперечного сечения капилляра и объём сосуда, или опытным путём, при наблюдении расширения в данном приборе хорошо изученной с этой точки зрения жидкости (калибровкой). В опытах обязательно учитывается изменение объёма сосуда, вызванное собственным линейным расширением материала сосуда. Это производят либо опытным путём, наблюдая расширение хорошо изученной жидкости, или расчётным путём, если хорошо известно изменение коэффициента линейного расширения материала сосуда в рабочем диапазоне температур.
Точность измерения и чувствительность метода повышаются при увеличении отношения объёмных коэффициентов расширения исследуемой жидкости и материала сосуда. При их равенстве этот метод становится непригоден.
При измерениях сосуд и часть капилляра полностью заполняются исследуемой или калибровочной жидкостью так, чтобы мениск жидкости в капилляре находился в пределах градуированной шкалы. Затем изменяют температуру сосуда и измеряют смещение мениска жидкости по шкале капиллярной трубочки. По известному изменению температуры и смещению мениска вычисляется значение коэффициента теплового расширения жидкости при температурах, которым прибор был подвергаем при наблюдениях.
Как правило, такой дилатометр помещают в термостат с регулируемой температурой термостатирования. Для измерения температуры в непосредственной близости от дилатометра (либо же соприкасающийся с ним ) находится термометр.
Обычным применением этой процедуры может служить измерение температуры с помощью ртутного или спиртового термометра по смещению мениска столбика жидкости на градуированной шкале. Поскольку ртуть и спирт имеют достаточно постоянные и хорошо изученные коэффициенты расширения в широком диапазоне температур, то эти смещения непосредственно характеризуют температуру.

### Дилатометры для измерения коэффициентов линейного расширения

Схема устройства интерференционного дилатометра.
Изменение размеров образца через шток вызывает смещение пластины, при этом прокатывается валик, между пластиной и постоянным магнитом зажатый силой притяжения постоянного магнита. Прокатывание валика изменяет наклон жёстко свзянного с валиком зеркальца. Изменение наклона зеркальца измеряется с помощью оптической системыю.

Схема устройства интерференционного дилатометра на основе интерферометра Физо

Практически все такие дилатометры основаны на измерении малых и сверхмалых смещений, вызванных изменением линейных размеров исследуемого образца относительно деталей прибора. Поэтому для применения в таких приборах пригодны практически любые методы измерения малых смещений.
Исторически первыми приборами были рычажные дилатометры, в которых малое изменение размера образца через систему рычагов вызывало многократно увеличенное смещение стрелки, снабжённой шкалой. Предельная чувствительность этих приборов не превышала единиц мкм.
В современное время для измерения малых изменений размеров используются самые разные методы:
- оптические:
  - это, в первую очередь, интерференционные методы, смещение регистрируется по смещению интерференционных полос в интерференционной картине, при этом достижима чувствительность на уровне единиц нм (интерферометр Линника);
  - теневые, основанные на изменении остросфокусированного проходящего потока света, перекрываемого непрозрачным предметом (нож Фуко), предел разрешения — десятки нм;
- радиотехнические:
  - ёмкостные, при которых смещение вызывает изменение ёмкости конденсатора, которое, в свою очередь, определяется либо непосредственным изменением ёмкости с помощью моста, или определением смещения частоты колебаний в контуре, где ёмкостью служит измерительный конденсатор, предельная чувствительность менее 1 нм;
  - индукционные, — смещения вызывают изменение индуктивности или взаимоиндуктивности измерительной катушки, изменения индуктивности регистрируются аналогичными ёмкостным методами, предельная чувствительность менее 1 нм;
  - СВЧ-методы, смещения вызывают изменение геометрических размеров СВЧ-резонатора автогенератора, что изменяет частоту генерации, достигнуто разрешение на уровне пм;
- рентгеноструктурные, основаны на непосредственном измерении постоянных решётки кристаллов дифракцией рентгеновских лучей, применяются при исследовании тогда, когда другие методы неприменимы, например, при очень высоких температурах образца или при отсутствии возможности помещения образца внутрь прибора, например, образец находится внутри полости. Предельное разрешение на уровне единиц мкм.

Для повышения чувствительности дилатометров, измерители малых смещений часто комбинируют с классической системой рычагов (это не относится к рентгеноструктурным дилатометрам), так, например, существуют современные дилатометры, где измеряемое смещение через систему рычагов вызывает наклон зеркала или нескольких зеркал, которое наблюдается по смещению изображения источника света оптическими методом (телескопом).

### Дилатометр Марчетти для полевых исследований грунтов
Плоский дилатометр Марчетти является инструментом для полевых исследований. В настоящее время он используется практически во всех промышленно развитых странах. Методики испытаний этим прибором включены в стандарты Американского общества по материалам и их испытаниям (ASTM) и в Еврокоды. Дилатометр Марчетти был объектом подробной монографии технического комитета TC16 Международного общества по механике грунтов и геотехнике (ISSMGE). В настоящее время над стандартом по испытаниям данным прибором работают Международная организация по стандартизации (ISO) и Европейский комитет по стандартизации (CEN).